# Echthistatus spinosus
Echthistatus spinosus är en skalbaggsart som beskrevs av Francis Polkinghorne Pascoe 1862. Echthistatus spinosus ingår i släktet Echthistatus och familjen långhorningar. Inga underarter finns listade i Catalogue of Life.